# 木田文治
木田 文治（きだ ぶんじ、1868年6月26日（慶応4年5月7日） - 1955年（昭和30年）2月20日）は、日本の牧師である。
信濃国水内郡に酒造家の長男として生まれる。1884年（明治17年）に神奈川県警の巡査になる。1888年（明治21年）に渡米し、アメリカで1892年（明治25年）4月8日にキリスト教信仰を持つ。伝道者になるために1893年（明治26年）帰国する。
笹尾鉄三郎らとともに、ちいさき群運動に参加して伝道を行う。巡査の経験が元になり、1895年（明治28年）英国万国警察ミッション日本支部を東京に開設する。
1901年（明治34年）にはキリスト教友会に加入し、1903年（明治36年）に茨城県土浦市に赴任する。
1908年（明治41年）には再渡米し、カリフォルニア州の日本人伝道を行う、1916年（大正5年）に帰国する。帰国後は、岡山、香川、山口で伝道をする。1925年（大正14年）に岡山に単立エホバの教会を設立する。
1932年（昭和7年）中田重治の日本ホーリネス教会に加入した。その後、東京青年教会に赴任する。